# Please Don't Go (canción de KC and the Sunshine Band)
«Please Don't Go» (en español: «Por favor, no te vayas») es el título de una balada interpretada por la banda estadounidense de disco y funk KC and the Sunshine Band, incluída en su sexto álbum de estudio, Do You Wanna Go Party (1979). La canción fue escrita y producida por Harry W. Casey y Richard Finch y se lanzó como el segundo sencillo del álbum el 9 de julio de 1979 por la compañía discográfica TK Records. Es la primera canción en formato de balada que grabó la banda, en la que el sujeto ruega por una segunda oportunidad. Poco después de que la canción se convirtiera en un éxito, el grupo se separó y Harry Wayne Casey inició su carrera en solitario. Lideró las listas de Australia, Canadá y el Billboard Hot 100 de los Estados Unidos, siendo en este último, su quinto y último número uno. Además llegó a ser el primer número uno de la década de los 70's superando canciones como Stairway to Heaven de la banda inglesa Led Zeppelin, Hotel California de Eagles e incluso sus propios temas como That's the Way (I Like It), Boogie Shoes de 1975 y (Shake, Shake, Shake) Shake Your Bootie de 1976. El sencillo contenía el lado B, «I Betcha Didn't Know That», llegó a ubicarse en el número 25 del R&B Singles Chart.

## Posicionamiento en listas
| Lista (1979/1980)                   | Posición |
| ----------------------------------- | -------- |
| Alemania (Media Control AG)         | 20       |
| Australia (Kent Music Report)       | 1        |
| Bélgica (Flandes) (Ultratop 50)     | 9        |
| Canadá (RPM Top Singles)            | 1        |
| Estados Unidos (Billboard Hot 100)  | 1        |
| Estados Unidos (Adult Contemporary) | 27       |
| Irlanda (IRMA)                      | 5        |
| Italia (FIMI)                       | 42       |
| Noruega (VG-lista)                  | 4        |
| Nueva Zelanda (Recorded Music NZ)   | 3        |
| Países Bajos (Dutch Top 40)         | 6        |
| Reino Unido (UK Singles Chart)      | 3        |

### Sucesión en listas
| Predecesor: «Escape (The Piña Colada Song)» de Rupert Holmes | U.S. Billboard Hot 100 — Sencillo n.º 1 5 de enero de 1980 - 11 de enero de 1980 | Sucesor: «Escape (The Piña Colada Song)» de Rupert Holmes |

| Predecesor: «Don't Stop 'Til You Get Enough» de Michael Jackson | Australia Kent Music Report — Sencillo n.º 1 11 de febrero de 1980 — 24 de febrero de 1980 | Sucesor: «Crazy Little Thing Called Love» de Queen |

| Predecesor: «Coward of the County» de Kenny Rogers | Canadá RPM Top Singles — Sencillo n.º 1 16 de febrero de 1980 - 22 de febrero de 1980 | Sucesor: «Crazy Little Thing Called Love» de Queen |

## Versión de Double You
En 1992, la banda italiana de eurodance Double You grabó su versión incluida en el álbum We All Need Love. Fue lanzada el 26 de enero de 1992 la cual obtuvo un gran éxito en toda Europa, consiguiendo el número uno en Bélgica, Países Bajos y España. Además recibió la certificación de plata en Francia y oro en Alemania. Contó con la producción de Robyx Zanetti.

## Versión de KWS
El grupo británico KWS realizó su versión también en 1992 con arreglos muy similares a la versión de Double You. Esto le permitió alcanzar el número uno en la lista de sencillos del Reino Unido durante cinco semanas, en mayo de 1992. Mientras que en los Estados Unidos, llegó el número seis del Billboard Hot 100. Fue grabado y lanzado después de que la compañía discográfica Network no pudo garantizar los derechos de distribución en el Reino Unido para la versión de Double You. La similitud entre las dos versiones llevó a la discográfica Network a indemnizar a Roberto Zanetti, el productor de Double You, a raíz de una acción legal. Luego de este antecedente, el sencillo fue retirado de las lista de varios países, por ejemplo en Alemania.

### Lista de canciones
Sencillo en CD
1. «Please Don't Go» (Sunshine Mix) – 6:12
2. «Please Don't Go» (Instrumental Surf Version) – 6:09
3. «Game Boy» – 3:23
4. «Kollision» – 4:12

### Posicionamiento en listas
| Lista (1992)                          | Posición |
| ------------------------------------- | -------- |
| Alemania (Offizielle Deutsche Charts) | 7        |
| Australia (ARIA)                      | 2        |
| Estados Unidos (Billboard Hot 100)    | 6        |
| Estados Unidos (Top 40 Mainstream)    | 7        |
| Irlanda (IRMA)                        | 3        |
| Nueva Zelanda (Recorded Music NZ)     | 9        |
| Reino Unido (UK Singles Chart)        | 1        |
| Suecia (Sverigetopplistan)            | 8        |
| Suiza (Schweizer Hitparade)           | 11       |

### Sucesión en listas
| Anterior: «Deeply Dippy» de Right Said Fred | UK Singles Chart — Sencillo Nro 1 3 de mayo de 1992 — 6 de junio de 1992 | Siguiente: «Abba-esque» de Erasure |

## Otras versiones
- En 1985, fue versionada por el grupo de italo disco Digital Game.
- En 1990, fue versionada por el cantante de freestyle rap Timmy T.
- En 2007, fue de nuevo versionada, esta vez por el cantante español José Galisteo.
- En 2008, fue versionada por el cantante de Basshunter.
- En 2009, fue versionada por Hermes House Band incluida en su álbum Rhythm of the Nineties.